# Djalma Feitosa Dias
Djalma Feitosa Dias   (Santos, 9 de desembre de 1970), més conegut com a Djalminha, és un exfutbolista brasiler, que jugava de migcampista atacant.
Es va formar a les categories inferiors del Clube de Regatas do Flamengo. Després va passar pel Guarani Futebol Clube i Sociedade Esportiva Palmeiras, on va rebre el premi al millor jugador del campionat, entregat per la revista Placar. Entremig, va viure una curta aventura al Shimizu S-Pulse japonés.
S'incorpora al Deportivo de La Corunya el juliol de 1997. Prompte es faria un dels jugadors més destacats de l'esquadra gallega i una de les peces clau del campionat de lliga de la temporada 99/00. Però, a poc a poc va ser desplaçat per Juan Carlos Valerón. Un incident amb l'entrenador deportivista, Javier Irureta, va posar pràcticament el punt final del brasiler a La Corunya. Va ser cedit a un club austríac, i després traspassat al Club América, on va penjar les botes el 2004.
El 2008 va retornar al Deportivo per jugar amb l'equip de futbol indoor, on es va retrobar amb altres artífexs del títol de Lliga, com Donato, Fran, Songo'o o Naybet.

## Selecció
Djalminha va ser 14 vegades internacional amb Brasil i va marcar sis gols. Va formar part del combinat del seu país que va guanyar la Copa Amèrica del 1997.

## Títols

### Clubs
- Copa do Brasil: 1990
- Campionat carioca: 1991
- Campionat brasiler de futbol: 1992
- Campeonato Paulista: 1996
- Primera divisió: 1999-2000
- Copa del Rei: 2001-02
- Supercopa d'Espanya: 2000, 2002
- Bundesliga d'Austria: 2002-03

### Selecció
- Copa Amèrica: 1997

### Individual
- Bola de Ouro: 1996

### Futbol Indoor
- Copa del Món Indoor: 2006
- MVP Copa del Món Indoor: 2006
- Lliga espanyola: 2007-08
- Copa d'Espanya: 2007-08